# شاه فرمان
شاه فرمان (بالأردوية: شاہ فرمان)‏ سياسي باكستاني وهو الحاكم 32 لخيبر بختونخوا منذ 5 سبتمبر 2018. في السابق كان عضوًا في الجمعية التشريعية لخيبر باختونخوا من مايو 2013 إلى مايو 2018، ومرة أخرى من أغسطس 2018 إلى سبتمبر 2018.

## حياته السياسية
هو سياسي من حركة الإنصاف الباكستانية منذ عام 2002. كان عضوًا في جمعية خيبر باختونخوا بين عامي 2013 و2018. كما عمل وزيرا لهندسة ومعلومات الصحة العامة في حكومة ختك. أعيد انتخابه في جمعية في الانتخابات العامة الباكستانية لعام 2018. وحصل على 17309 صوت وهزم سيفت الله مرشح الرابطة الإسلامية الباكستانية (ن).
في 16 أغسطس 2018 رُشِّح لمنصب حاكم خيبر باختونخوا. وفي 4 سبتمبر 2018 استقال من مقعده في جمعية خيبر باختونخوا بعد الإدلاء بصوته في الانتخابات الرئاسية الباكستانية لعام 2018، في 5 سبتمبر 2018 أدى فارمان اليمين كحاكم لخيبر باختونخوا.